# Domašov nad Bystřicí
Domašov nad Bystřicí là một làng thuộc huyện Olomouc, vùng Olomoucký, Cộng hòa Séc.